# Christine Revault d'Allonnes-Bonnefoy
Pour les articles homonymes, voir Revault d'Allonnes et Bonnefoy.
Christine Revault d'Allonnes-Bonnefoy, née le 10 novembre 1971 à Châteauroux, est une femme politique française. Membre du Parti socialiste (PS), elle est députée européenne de 2014 à 2019, et préside la délégation socialiste française au Parlement européen de 2017 à 2019.

## Biographie

### Débuts en politique au Parti socialiste
Diplômée d’un DEA de sociologie politique de l'Université Paris 1 Panthéon-Sorbonne, Christine Revault d'Allonnes rentre en 1995 au Parti socialiste, intégrant en 1995 le service de presse de Lionel Jospin lors de la campagne présidentielle. Attachée parlementaire au Sénat, elle travaille auprès de Monique Cerisier-ben Guiga jusque 2011, puis auprès de Jean-Yves Leconte jusque 2014.
Secrétaire de la section du Parti socialiste de Villejuif pendant 7 ans, elle est membre des instances nationales du Parti socialiste depuis 2000, et membre du Conseil national depuis 2003. Candidate aux élections cantonales de Villejuif en 1998 et en 2004, elle est tête du liste du Parti socialiste à Villejuif lors des élections municipales 2001. Elle devient alors maire adjointe chargée de la politique éducative jusqu'à son élection en 2004 comme conseillère régionale d'Île-de-France. Elle reste conseillère municipale de Villejuif jusqu'en 2014, et préside le groupe socialiste à la communauté d'agglomération de Val de Bièvre. Elle est réélue conseillère régionale d'Île-de-France en mars 2010.   
Après avoir été Secrétaire nationale adjointe chargée des élections de 2012 à 2014, elle devient Secrétaire nationale chargée du suivi de l'opinion depuis avril 2014. À partir de juillet 2011, elle fait partie du pôle Transports de l'équipe de campagne de François Hollande sur les questions de gouvernance.   
Elle est suppléante du député Jean-Yves Le Bouillonnec de 2002 à 2017.  

### Députée européenne de 2014 à 2019
En juin 2009, elle prend la 6e place sur la liste du parti socialiste pour l'Île-de-France pour les élections européennes. En avril 2014, à la suite de la nomination d'Harlem Désir et de démissions en chaîne sur la liste socialiste en Île-de-France pour les élections européennes — Benoît Hamon, ministre, ne peut siéger, et Monique Saliou ne souhaite pas siéger — elle devient députée européenne.
Elle est candidate à sa réélection lors des élections européennes de 2014 qui ont lieu un peu plus d'un mois plus tard. Elle figure en troisième position sur la liste socialiste en Île-de-France, et est réélue le 25 mai 2014,.

#### Positionnement politique au sein du PS
Elle est chargée du projet Transports, Mer et Pêche dans la campagne de Vincent Peillon pour la primaire citoyenne de 2017. Elle est également membre de son comité politique de campagne. Après la victoire de Benoît Hamon à la primaire citoyenne de 2017, elle est nommée responsable thématique « Transports » de sa campagne présidentielle,. En juillet 2017, elle intègre la direction collégiale du PS. Elle soutient la candidature d'Olivier Faure au poste de premier secrétaire du Parti socialiste pour le congrès du parti qui a lieu début 2018, et lors duquel il est élu.

#### Activité parlementaires
Elle siège dans les commissions Transports et Tourisme (TRAN) du Parlement européen et Libertés civiles, sécurité intérieure et Justice (LIBE). À la suite du scandale de l'affaire Volkswagen qui a éclaté aux États-Unis en septembre 2015, elle siège dans la commission d'enquête sur les mesures des émissions polluantes dans le secteur automobiles (EMIS) en qualité de rapporteur pour le groupe des Socialistes et démocrates. Elle est aussi membre de la Délégation pour les relations avec l'Afrique du Sud et la Délégation des relations avec le Mercosur. Dans ce cadre, elle prend position contre l'Accord économique et commercial global (CETA).  
En janvier 2017, elle devient présidente de la délégation socialiste des socialistes français au Parlement européen.
Fin 2019, elle rejoint Tilder, cabinet de conseil en affaires publiques et en lobbying, en tant que directrice associée et directrice de cabinet du président, Matthias Leridon. 